# Ecoregió del Desert del Thar

## Ubicació i descripció general
L'ecoregió del Desert del Thar és situada a l'oest de la Serralada d'Aravalli, al nord-oest de l'Índia i inclou els deserts que cobreixen porcions dels estats indis de Gujarat, Rajasthan i Panjab, així com el Sind al Pakistan.

## Geografia
El desert de Thar s'estén entre els turons d'Aravalli al nord-est, el Gran Rann de Kutch al llarg de la costa i les planes al·luvials del riu Indus a l'oest i al nord-oest. La major part del desert està coberta per enormes dunes de sorra canviants que reben sediments de les planes al·luvials i de la costa. La sorra és altament mòbil a causa dels forts vents que es produeixen abans de l'aparició del monsó. El riu Luni és l'únic riu integrat al desert. Les precipitacions es limiten a 100-500 mm anuals, caigudes principalment de juliol a setembre.
Els llacs d'aigua salada del desert del Thar inclouen el Sambhar, Kuchaman, Didwana, Pachpadra i Phalodi al Rajasthan i Kharaghoda a Gujarat. Aquests llacs reben i recullen l'aigua de pluja durant el monsó i s'evapora durant l'època eixuta. La sal es deriva de la meteorització de les roques a la regió.

## Característiques de la biodiversitat

### Fauna
Cinturons de sorra al desert estan intercalats per turons i planes de sorra i grava. A causa de l'hàbitat i l'ecosistema diversificats, la vegetació, la cultura humana i la vida animal d'aquesta regió àrida és molt rica en contrast amb els altres deserts del món.
Malgrat el clima, diverses espècies han evolucionat fins a sobreviure a les condicions extremes aquí. Entre la fauna de mamífers, l'antílop negre (Antilope cervicapra), la gasela de Bennett (Gazella bennettii), el caracal (Felis caracal) i la guineu de Bengala (Vulpes bengalensis) habiten a les planes obertes, a les pastures i a les depressions salines conegudes com a chappar o rann a la zona central del desert (Grewal 1992; Rodgers i Panwar 1988). La fauna general de mamífers està formada per quaranta-una espècies. Cap no és endèmic de l'ecoregió, però el l'antílop negre és una espècie amenaçada (UICN 2000) les poblacions de les quals es refugien en aquest entorn tan dur.
Aquí es troben al voltant de 23 espècies de sargantanes i 25 espècies de serps i moltes d'elles són endèmiques de la regió. Chaudhry et al. (1997) van informar onze espècies de rèptils de deu gèneres del desert de Cholistan a l'oest del Thar.
Algunes espècies de vida salvatge, que s'esvaeixen ràpidament en altres zones de l'Índia, es troben en gran quantitat al desert com l'antílop negre, la gasela de Bennett i l'ase silvestre de l'Índia (Equus hemionus khur) al Rann de Kutch. Aquestes espècies han evolucionat estratègies de supervivència excel·lents, la seva mida és menor que altres animals similars que viuen en diferents condicions i són principalment nocturns. Hi ha altres factors responsables de la supervivència d'aquests animals al desert. A causa de la manca d'aigua en aquesta regió, la transformació de les praderies en terres de cultiu ha estat molt lenta. La protecció que els proporciona una comunitat local, els Bishnois, també és un factor. Altres mamífers del desert de Thar inclouen una subespècie de guineu vermella (Vulpes vulpes pusilla).
Entre els 141 ocells coneguts en aquesta ecoregió, l'otídid Ardeotis nigriceps és una espècie amenaçada a nivell mundial (UICN 2000). Les poblacions d'aquesta ecoregió han retrocedit en els darrers anys. Una passarel·la de migració utilitzada per les grues (Grus grus, Anthropoides virgo) i els flamencs (Phoenicopterus spp.) en el seu camí cap al Rann de Kutch (Grewal 1992) creua més al sud aquesta ecoregió.
La regió és un refugi per a 141 espècies d'aus migratòries i residents del desert. Es poden veure àguiles, accipítrids, falcons, aligots, xoriguers i voltors. Hi ha àguiles marcenques (Circaetus gallicus), àguiles rapaces (Aquila rapax), àguiles cridaneres grans (Aquila clanga), falcons laggar (Falco jugger) i xoriguers.
El paó blau és un criador resident a la regió de Thar. El paó està designat com l'ocell nacional de l'Índia i l'ocell provincial del Punjab (Pakistan). Es poden veure assentaments en pobles amb arbres khejri o pipal.

### Flora
La vegetació natural d'aquesta zona seca es classifica com a bosc d'arbustos punxeguts del nord-oest que es produeix en petits grups dispersos més o menys obertament. La densitat i la mida dels pegats augmenten d'oest a est conseqüència de l'augment de les precipitacions. La vegetació natural del desert de Thar es compon de les següents espècies d'arbres, arbusts i herbes:
arbres i arbustos: Acacia jacquemontii, Balanites roxburghii, Ziziphus zizyphus, Ziziphus nummularia, Calotropis procedra, Suaeda fruticosa, Crotalaria burhia, Aerva javanica, Clerodendrum multiflorum, Leptadenia pyrotechnica, Lycium näbärbsia, Palmacorphia emarginata, Capparis decidua, Mimosa hamata.
Herbes i gramínies: Ochthochloa compressa, Dactyloctenium scindicum, Cenchrus biflorus, Cenchrus setigerus, Lasiurus scindicus, Cynodon dactylon, Panicum turgidum, Panicum antidotale, Dichanthium annulatum, Sporobolus marginatus, Saccharum spontaneum, Cenchrus ciliaris, Desmostachya bipinnata.
Espècies d'Eragrostis, espècies d'Ergamopagan, espècies de Phragmites, Tribulus terrestris, espècies de Typha, Sorghum halepense, Citrullus colocynthis.
Les espècies florals endèmiques inclouen Calligonum polygonoides, Prosopis cineraria, Acacia nilotica, Tamarix aphylla, Cenchrus biflorus.

## Àrees protegides
Hi ha diverses àrees protegides en el Desert del Thar.
- A l'Índia:
  - Parc Nacional del Desert, cobreix 3,162 km² i representa l'ecosistema del Thar. Inclou 44 viles. Llur diversa fauna inclou Ardeotis nigriceps, l'antílop negre, chinkara, guineu de Bengala, llop i caracal. Petxines i fossilitzats troncs en massa en aquest parc permeten seguir la història geològica del desert.
  - El Santuari Tal Chhapar cobreix 7 km² i té una important àrea per als ocells. Està ubicat en el Districte Churu, a 210 km de Jaipur, en la regió de Shekhawati. Aquest santuari es alberg de grans poblacions d'antílops negres, guineu i caracal, així com perdius i perdius del desert;
  - la Reserva de Conservació Sundha Mata ocupa 117.49 km² i és localitza en el Districte de Jalore.
- Al Pakistan:
  - El Santuari de Vida Salvatge de Nara Desert cobreix 6,300 km² ;
  - El Santuari de Vida Salvatge de Rann of Kutch.